# Circuito Brasileiro de Voleibol de Praia Masculino Sub-23 de 2014
O Circuito Brasileiro de Voleibol de Praia Sub-23 de 2014, também chamado de Circuito Banco do Brasil de Vôlei de Praia Sub-23, foi a terceira edição da principal competição nacional de Vôlei de Praia Sub-23 na variante masculina, iniciado em 26 de maio de 2014.

## Resultados

### Circuito Sub-23
| Evento                                                               | Ouro                                   | Prata                           | Bronze                            | Quarto lugar                           |
| 1ª Etapa Ribeirão Preto, São Paulo 26 a 29 de maio de 2014.          | / Fábio Bastos Saymon Barbosa          | Vinícius Freitas André Stein    | Anderson Melo Ramon Gomes         | / Álvaro Andrade Eduardo Rocha         |
| 2ª Etapa Rondonópolis, Mato Grosso 21 a 24 de junho de 2014.         | Anderson Melo Ramon Gomes              | Saymon Barbosa Márcio Júnior    | / Álvaro Andrade Eduardo Rocha    | Vinícius Bruno Antônio Carlos          |
| 3ª Etapa Campo Grande, Mato Grosso do Sul 11 a 14 de agosto de 2014. | Anderson Melo Ramon Gomes              | / Fábio Bastos Saymon Barbosa   | Vinícius Dal'Pozzo Eduardo Davi   | / Gustavo Carvalhaes Allison Francioni |
| 4ª Etapa Rio de Janeiro, Rio de Janeiro 15 a 18 de setembro de 2014. | / Gustavo Carvalhaes Allison Francioni | / Fábio Bastos Saymon Barbosa   | / Álvaro Andrade Eduardo Rocha    | Anderson Melo Ramon Gomes              |
| 5ª Etapa Campinas, São Paulo 13 a 16 de outubro de 2014.             | / Leonardo Morais André Stein          | Vinícius Dal'Pozzo Eduardo Davi | Anderson Melo Ramon Gomes         | / Álvaro Andrade Eduardo Rocha         |
| 6ª Etapa Brasília, Distrito Federal 24 a 27 de novembro de 2014.     | Vinícius Freitas André Stein           | Anderson Melo Ramon Gomes       | Matheus Maia Alexandre Figueiredo | / Álvaro Andrade Eduardo Rocha         |